# 10964 Degraaff
10964 Degraaff eller 3216 T-1 är en asteroid i huvudbältet som upptäcktes den 26 mars 1971 av den nederländsk-amerikanske astronomen Tom Gehrels och det nederländska astronomparet Ingrid van Houten-Groeneveld och Cornelis Johannes van Houten vid Palomarobservatoriet. Den är uppkallad efter astronomen Willem de Graaff.